# Джуричич, Филип
Фи́лип Джу́ричич (серб. Филип Ђуричић; 30 января 1992, Обреновац, Югославия) — сербский футболист, полузащитник клуба «Панатинаикос» и сборной Сербии.

## Карьера
Джуричич будучи воспитанником белградской «Црвена Звезды» в 2007 году перешёл в молодёжную команду греческого «Олимпиакоса».
13 марта 2009 года Филип подписал контракт с «Херенвеном». К новой команде он присоединился в январе 2010 года. Джуричич дебютировал за «Херенвен» 20 февраля против «Валвейка» и отдал голевую передачу в первом же своём матче.
В феврале 2013 года Джуричич перешёл в «Бенфику» за 8 миллионов евро. Успел выиграть с командой чемпионат и Кубок Португалии. 23 июля 2014 года Джуричич отправился в аренду сроком на один год в «Майнц 05».
В феврале 2015 года Филип Джуричич перебрался в английский «Саутгемптон».
В январе 2016 бельгийский «Андерлехт» арендовал футболиста до конца сезона. Летом 2016 года перешёл в итальянский чемпионат, но не смог закрепиться в составе «Сампдории» из Генуи и через два года покинул клуб.
1 июля 2018 года в качестве свободного агента перешёл в «Сассуоло». 30 сентября забил свой первый гол в ворота «Милана».

## Достижения
«Бенфика»
- Чемпион Португалии: 2014
- Обладатель кубка Португалии: 2014
- Обладатель кубка португальской лиги: 2014